# Himno del estado Trujillo
El Himno del estado Trujillo es el himno regional oficial del estado de Trujillo, Venezuela. El exgobernador del mismo estado, Víctor Manuel Baptista, promovió el 19 de diciembre de 1910 un concurso público para elegir la letra y música.

## Historia

### Concurso
El General Víctor Manuel Baptista, en consideración a la reglamentación dada el 28 de marzo de 1905, con relación al uso del Himno Nacional, había dictado un comunicado, el 19 de diciembre de 1910, donde se instaba a un certamen «entre los poetas residentes en el Estado, y los que siendo trujillanos se hallen actualmente fuera de él, para confeccionar la letra del Himno Regional». El premio consistiría en «un diploma lujosamente caligrafiado y una pluma de oro». 
De tal manera que el Jurado evaluador estuvo compuesto por José R. Pacheco, por el Pbro. Estanislao Carrillo, Amílcar Fonseca, A. Baptista Quevedo, Inocente de Jesús Quevedo, Máximo Barrios y José M. Castillo. Los principales candidatos eran Eduardo Álvarez de Lugo, el Dr. Antonio José Pacheco, Francisco Guerrero y Jesús Briceño Casas. El 1 de abril de 1911, se reúne el jurado para dictar el veredicto y la nominación cayó sobre la composición Nº 3444 cuyo primer y último verso anunciaba: -«De Trujillo es tan alta la gloria/ su diadema es eterno laurel»-del Dr. Antonio José Pacheco.
Posteriormente, se procura realizar el correspondiente concurso a la composición musical. Este Jurado se formó en Trujillo con los señores J.T. Carrillo Márquez, Ramón Pérez Rueda, Máximo Barrios y Luis Valera Hurtado, y se seleccionó, en Caracas, un Jurado especial conformado por Pedro Elías Gutiérrez, Salvador N. LLamozas, Andrés Delgado Pardo, Ignacio Bustamante y Sinforiano Parra. Este, da su veredicto y envía una carta a los de Trujillo, el 25 de junio, y señalan: «De las diez y seis composiciones enviadas hubo que separar trece que no pudieron entrar en concurso por carecer de las condiciones artísticas indispensables para ser consideradas, desde el momento que se prescindía de la forma lírica acostumbrada, tratándose de una composición destinada especialmente para canto. Concretado el juicio a las tres restantes, que poseían su escritura vocal y el respectivo acompañamiento, no hubo vacilación en el jurado respecto a la marcada con el número 606, que conceptuamos la obra más aventajada del certamen; cuyo autor resultó ser el presbítero E. Rázquin».

### Estreno
El 5 de julio de 1911, con motivo del Primer Centenario de la Firma del Acta de la Independencia, es estrenado el himno en la ciudad de Trujillo, y el Ejecutivo Regional decreta que desde aquella fecha «se tocara en todo acto público u oficial, y será materia obligatoria de aprendizaje en las escuelas trujillanas».
En un «desfile Cívico-Militar, encabezado por oficiales y tropas de Batallón acantonado en la ciudad, seguidos de los institutos educacionales, asociaciones particulares, prensa, poderes públicos, representante de los distritos y siete señoritas representando las siete provincias, de seguida un cuadro de la firma del Acta de la Independencia, el tratado del libertador y Próceres trujillanos, el desfile se detiene frente a la Casa de los Armisticios donde tomo la palabra el Br. Rafael María Altuve, continúa hasta la plazoleta frente a la Iglesia Chiquinquirá, donde había sido ajusticiado el Coronel Vicente de la Torre y se le rinde un minuto de silencio. Marcha el desfile hasta la Casa Natal del General en jefe Cruz Carrillo, donde el joven Pedro Casas Briceño hace una apología del Prócer Trujillano, de regreso a la Plaza Bolívar, La Banda Filarmónica dirigida por el Padre Razquin deja oír por vez primera el Himno del Estado Trujillo. Para la fecha, el maestro Laudelino Mejías, se desempeñaba como sub-Director de dicha banda en sustitución de su Padre Aparicio Lugo quien hallaba retirado por enfermedad. El Acto es clausurado por el Dr. Luís Martínez Salas».

## Los autores

### El poeta
Antonio José Pacheco, nació en Carache, en 1881. Hijo de quien fuera el director del Colegio Federal de esa ciudad, el Dr. José Rafael Pacheco, y de Maximina Rojas. Estudió en el citado Colegio y luego fue enviado a Mérida donde cursó la carrera de Derecho en la Universidad de Los Andes, graduándose en 1909. Su trayectoria de abogado prácticamente la ejerció fuera de Trujillo, sobre todo, por su nombramiento como Juez de Primera Instancia en los Estados Guárico y Falcón; fue presidente de la Corte Suprema, juez del Comercio del Distrito Federal y director del archivo General, entre otros importantes cargos. 
Sin embargo, a pesar de su prolífica actividad del derecho, fue un consagrado escritor dedicado a los estudios de Historia y de Literatura. A pesar de ello, su concentrada actividad intelectual se truncó muy prontamente, pues muere en Caracas a los 38 años, el 26 de julio de 1919. El pueblo de Carache lo honra con un busto expuesto en su honor.

### El músico
Esteban Rázquin, era nativo de Pamplona, España; estuvo en Colombia y, en 1905, obtiene la ciudadanía venezolana. Ejerce en Escuque pero se radica definitivamente en la ciudad de Trujillo, a partir de 1906, ocupándose de los curatos de Chiquinquirá, San Jacinto y Pampanito. Sin embargo, su arte musical, como egresado de la Academia de Bellas Artes de Madrid, le permite desplegar toda una rica actividad logrando fundar, el 1 de octubre de 1908, la Escuela Filarmónica puesta bajo su dirección, al mismo tiempo que auspicia la fundación de una Banda Filarmónica, lo que logra el 1 de enero de 1910. Ambas instituciones cumplieron una extraordinaria labor y jóvenes, como Laudelino Mejías, recibieron las bondades de las mismas. 
En 1916, por causas políticas, fue expulsado del Estado Trujillo y de la nación, pero, las diligencias sostenidas por el Obispo de Guayana, el trujillano Monseñor Mejías, lograron que se levantara la condición de expulsado del país, sin embargo, no podía regresar a Trujillo. Fallece en las calles de Caracas, un infarto le provoca su muerte el 5 de abril de 1934.

## Reglamentación
El Himno del Estado se toca en las oportunidades siguientes:
1.- Instalación y clausura de las sesiones de la Asamblea Legislativa.
2.- Para rendir el homenaje debido al Gobernador del Estado o quien haga sus veces.
3.- En las fechas y fiestas clásicas del estado, siempre que no sea permitido tocar el Himno Nacional conforme a la ley nacional respectiva.
4.- En los solemnes del Ejecutivo del Estado.
5.- En los actos dispuestos en los Consejos Municipales y demás Corporaciones Públicas, siempre que se requiera esa solemnidad.
6.- En los actos que se rinda honores al Presidente de la República o a sus Ministros, cuando aquel o éstos visiten el Estado, interpretación que se hace como un homenaje de consideración a dichos funcionarios, después de tocarse el Himno Nacional.

## Letra y música
CORO

De Trujillo es tan alta la gloria

De Trujillo es tan alto el honor

Niquitao es valor en la historia

Y Santa Ana en la historia es amor.

I

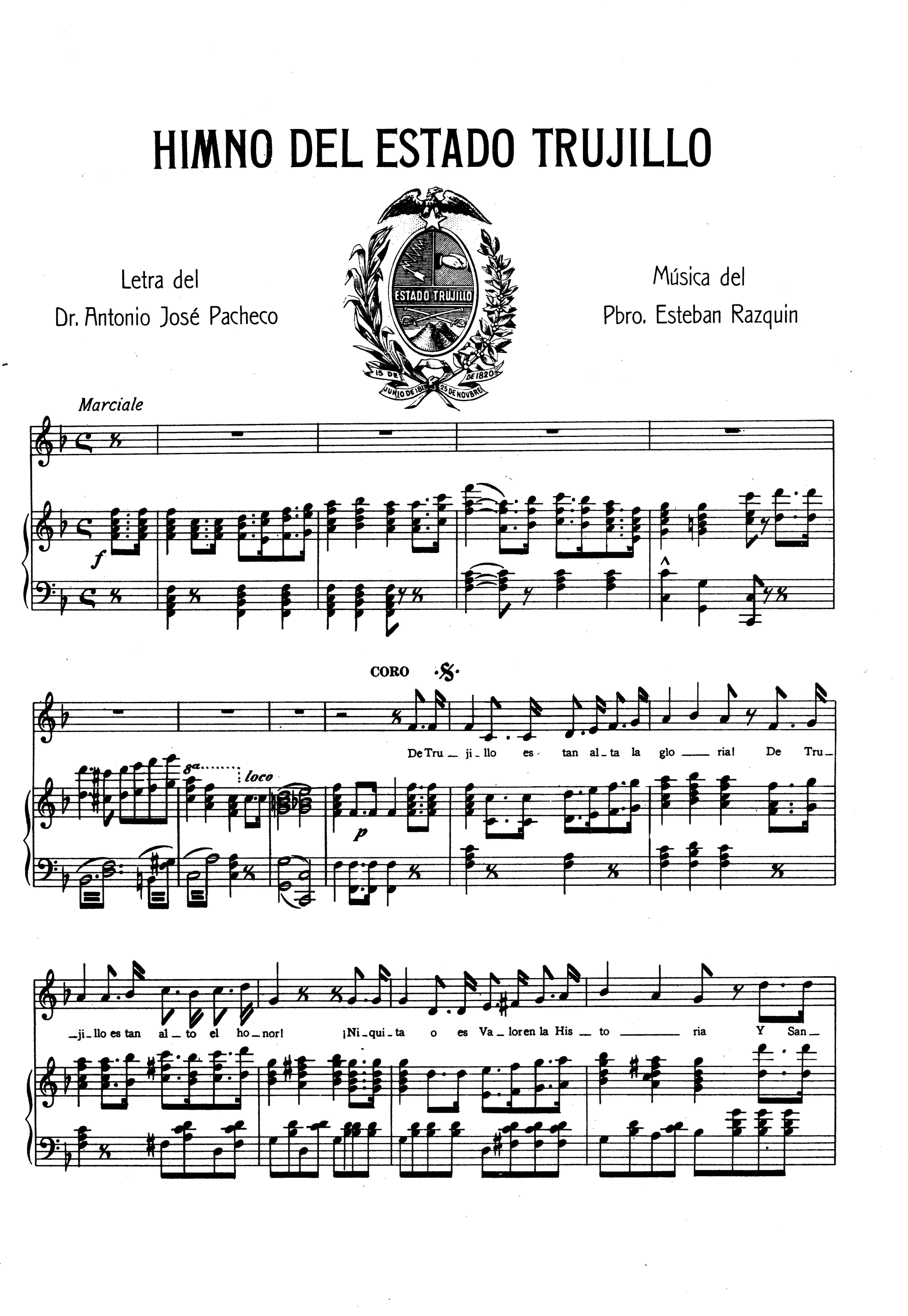
Partitura para voz y piano

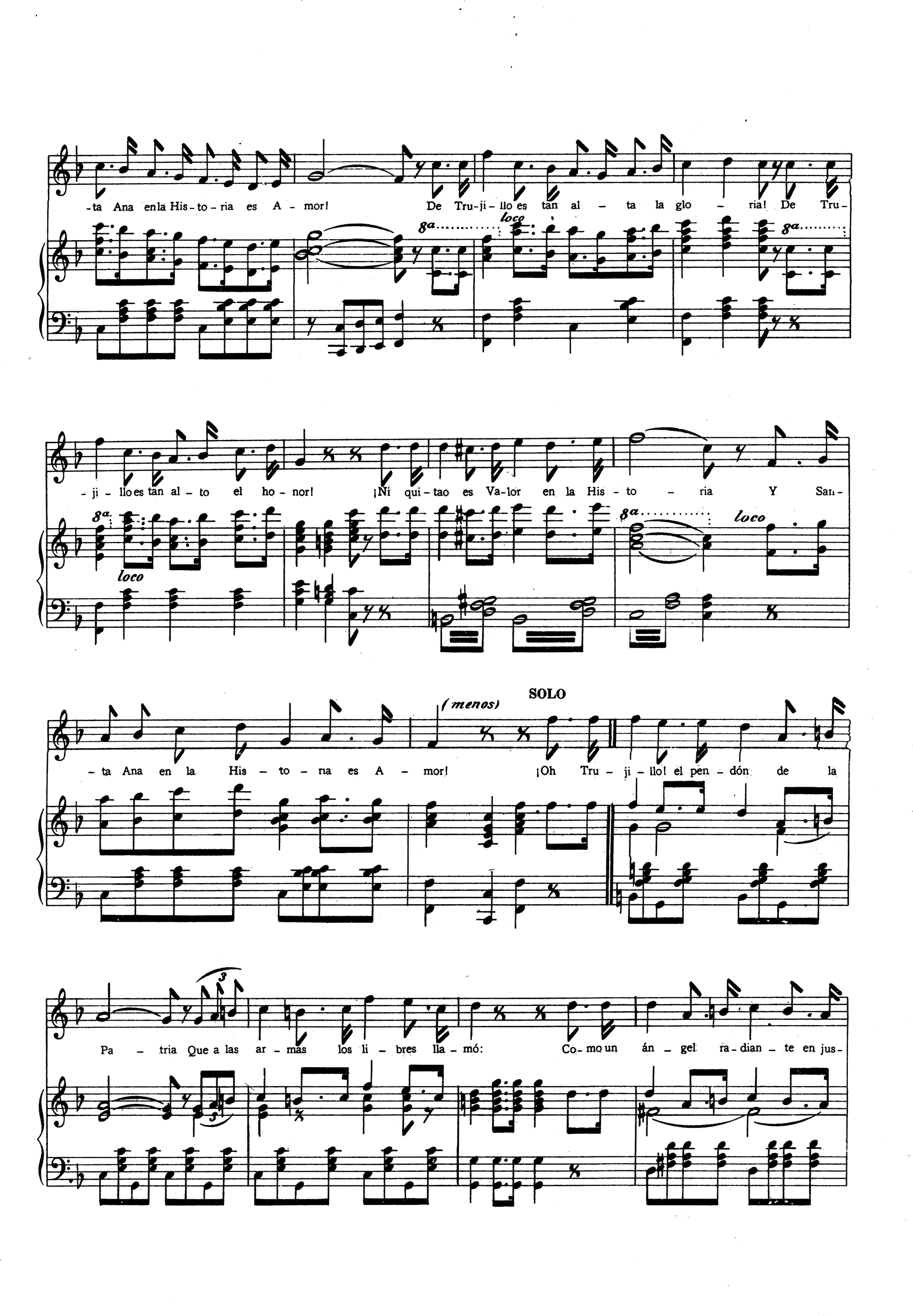
Partitura para voz y piano

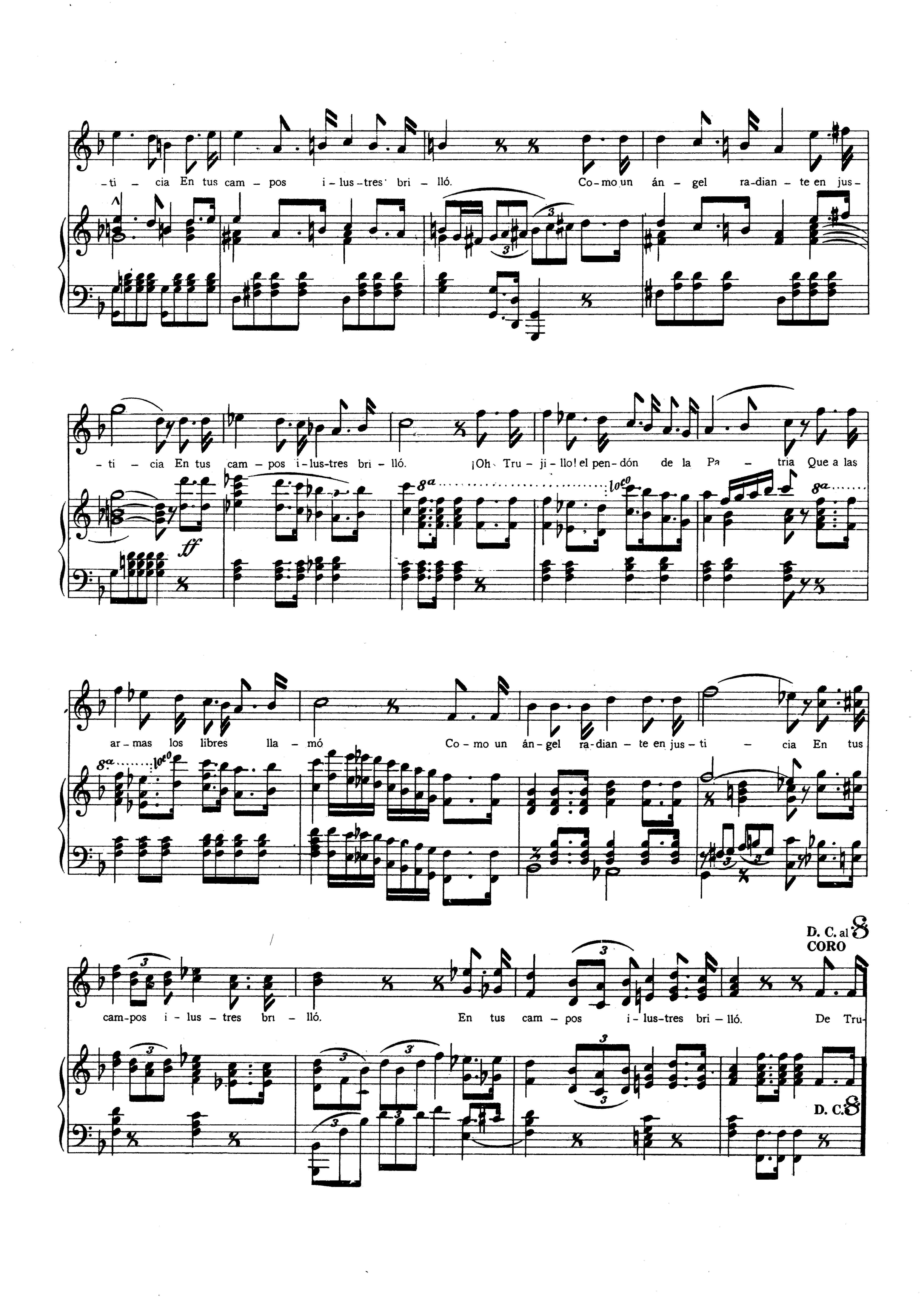
Partitura para voz y piano

¡Oh Trujillo! El Pendón de la Patria

que a las armas los libres llamó

como un ángel radiante en justicia

en tus campos ilustres brilló.

II

Con Bolívar y Sucre, los genios

De la procera lucha inmortal

Cruz Carrillo llevó esa bandera

A remotas regiones triunfal.

III

En tus montes es Dios el trabajo

En tus pampas es libre el corcel

En tus pueblos palpita la vida

Y en tus valles se cuaja la mies
.

IV

El derecho a tus plantas depone

Sus divinos arreos Mirabel

¡Oh Trujillo! La gloria le ciñe

su diadema de eterno laurel.